# Ahmed Abdallah

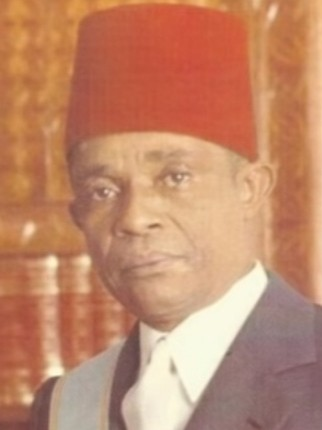
Ahmed Abdallah

Ahmed Abdallah Abderemane (arabisch أحمد عبد الله عبد الرحمن, DMG Aḥmad ʿAbd Allāh ʿAbd ar-Raḥmān; * 12. Juni 1919 in Domoni auf der Komoreninsel Anjouan; † 26. November 1989 in Moroni) war ein komorischer Politiker und mehrfach Präsident der Komoren.

## Leben
Ahmed Abdallah stammte aus einer arabischen Familie und war nach dem Besuch der Volksschule Arbeiter der société coloniale de Bambao. Im Laufe der Jahre wurde er Geschäftsmann und einer der reichsten Männer im Indischen Ozean. Einen großen Teil seines Vermögens investierte er in Frankreich.
Die Komoren wurden seit 1912 durch einen französischen Gouverneur von Madagaskar aus verwaltet. 1943 eroberten sie englische Truppen und entmachteten die Regierung Vichy-Frankreichs. Die Komoren kehrten 1946 in die Union française mit dem Status eines eigenständigen „Territoire français d'outre-mer“ Französisches Übersee-Territorium zurück. Ein von Frankreich kontrollierter, aus 24 gewählten Abgeordneten bestehender Conseil General (Lokalversammlung) übernahm die Regierungsgeschäfte. Abdallah war von 1949 bis 1953 ihr gewählter Präsident und initiierte eine vorsichtige Agrarreform. 1959 wurde er als Mitglied der gaullistischen U.N.R. zum Senator für die Komoren in den Senat in Paris gewählt. Wie viele andere französische Kolonien erlangten auch die Komoren unter der Präsidentschaft von Charles de Gaulle im Rahmen der Communauté française 1961 eine Teilautonomie.
Saïd Mohamed Cheikh, Anführer der politischen Gruppierung der „Grünen“, der von 1946 bis 1961 Abgeordneter der französischen Nationalversammlung war, übernahm 1961 die Regierungsgeschäfte. Aber erst die Verfassung von 1968 gewährte den einzelnen Inseln der Komoren weitgehende Selbstständigkeit. Als Said Mohamed Cheikh 1970 starb, folgte ihm zunächst Saïd Ibrahim Ben Ali als Regierungschef.
Abdallah, inzwischen auch Vorsitzender der Union Démocratique des Comores (UDC), war bis zur Auflösung des Inselparlaments der Komoren im Oktober 1971 dessen Präsident. Er hatte sich, um ein Auseinanderbrechen der Komoren zu verhindern, stets für die Unabhängigkeit unter Beibehaltung der Kooperation mit der Kolonialmacht eingesetzt und wurde im Anschluss an die Wahlen vom 3. Dezember 1972, als Nachfolger des Prinzen Said Mohamed Jaffar, zum Regierungschef der Komoren ernannt. Ein 1973 mit Frankreich ausgehandelter endgültiger „Fahrplan zur Unabhängigkeit“ sah für das Jahr 1978 eine Volksabstimmung vor. Da es jedoch bereits 1973 zu heftigen Demonstrationen für die Unabhängigkeit kam, wurde das Unabhängigkeitsreferendum auf den Komoren 1974 vorgezogen. Bis auf die Insel Mayotte stimmte die weit überwiegende Mehrheit der Bevölkerung für die Unabhängigkeit. Mayotte blieb in der Folge weiterhin französisch. Daraufhin erklärten die Komoren am 6. Juli 1975 ihre endgültige und vollständige Unabhängigkeit.
Abdallah wurde zum ersten Präsidenten der unabhängigen Komoren gewählt. Er hielt sich jedoch nicht lange. Bereits am 3. August 1975 jagte ihn Prinz Said Jaffar mit Hilfe des französischen Söldners Bob Denard, der an drei weiteren von insgesamt 19 Staatsstreichen beteiligt sein sollte, aus dem Amt. Jaffar wiederum wurde 1976 von Ali Soilih vertrieben. Abdallah wiederum gelang es 1978 nun seinerseits aus dem Exil in Paris heraus (erneut mit Hilfe des Söldners Denard) in einer Revolte Staatschef Soilih abzusetzen und später zu ermorden. Am 25. Oktober 1978 ernannte er sich selbst zum Präsidenten und gab dieses Amt, obwohl es drei Versuche gab, ihn gewaltsam zu verdrängen, bis zu seinem Tode nicht mehr ab. Abdallah beutete mit Denards Hilfe das Land systematisch aus. So übernahm er den Reishandel und vergrößerte durch Monopolisierung des Hauptnahrungsmittels der Inselbewohner sein Vermögen beträchtlich. Er erklärte die Komoren zur Islamischen Föderativen Republik, verbot alle Parteien und machte die Komoren 1982 mit der neuen, von ihm kontrollierten Partei Union Comorienne pour le Progrès (UCP) zu einer Einparteiendiktatur. 1984 wurde er ohne Gegenkandidat wiedergewählt. Abdallah, der sein autoritäres Regime auf die französischen Söldner um Denard, beste Geschäftsbeziehungen zum Apartheidregime in Südafrika und auf die konservativen Herrscher der islamischen Ölstaaten stützte, wurde am 26. November 1989 in der Hauptstadt Moroni bei einem Feuergefecht zwischen Aufständischen und Soldaten erschossen.
Denard wurde nach einem vierten Putsch 1995 von französischen Truppen abgesetzt und flüchtete für drei Jahre ins Exil nach Südafrika. Er wurde 1993 in Paris verhaftet und 1999 in Frankreich des Mordes an Abdallah angeklagt. In dem Prozess konnte zwar seine Hilfe an dem Putsch nachgewiesen werden, wegen des Vorwurfes des Mordes wurde er aber aus Mangel an Beweisen freigesprochen.